# Maechidius davidsoni
Maechidius davidsoni är en skalbaggsart som beskrevs av Britton 1957. Maechidius davidsoni ingår i släktet Maechidius och familjen Melolonthidae. Inga underarter finns listade i Catalogue of Life.